# Ichachico
Ichachico är en ort i Mexiko.   Den ligger i kommunen Nuevo Urecho och delstaten Michoacán de Ocampo, i den södra delen av landet, 290 km väster om huvudstaden Mexico City. Ichachico ligger 611 meter över havet och antalet invånare är 156.
Terrängen runt Ichachico är varierad. Runt Ichachico är det ganska glesbefolkat, med 42 invånare per kvadratkilometer. Närmaste större samhälle är Ario de Rosales, 16,8 km öster om Ichachico. I omgivningarna runt Ichachico växer huvudsakligen savannskog.